# Эмпайр Фоллз
«Эмпайр Фоллз» (англ. Empire Falls) — роман американского писателя Ричарда Руссо, лауреат Пулитцеровской премии за художественную книгу 2002 года. Действие романа разворачивается в рабочем городке Эмпайр Фоллз в штате Мэн и строится вокруг жизни непритязательного менеджера ресторана «Имперский гриль» Майлза Роби.

## Сюжет
После расставания со своей женой Жанин управляющий ресторана «Имперский гриль» Майлз Роби живёт в квартире прямо над местом работы. Он заботится о дочери-старшекласснице Тик, которая не переносит нового бойфренда матери Уолта Комо, переселившегося в старый дом Майлза. Сложные взаимоотношения у Тик и с одноклассниками: её продолжает преследовать бывший парень, сын полицейского Зак Минти, а директор школы просит её поддерживать общение с Джоном Воссом, которого сверстники постоянно подвергают травле.
Повествование прерывается детскими воспоминаниями Майлза, в которых появляются его мать Грейс, чья болезнь вынудила его отказаться от получения высшего образования, Чарли Мэйн, загадочный поклонник Грейс, оказавший существенное влияние на её жизнь и последующую жизнь Майлза, а также Франсин Уайтинг, наследница состояния зажиточной семьи Уайтингов, контролирующая большую часть коммерческой недвижимости в Эмпайр Фоллз, включая закусочную «Имперский гриль».

## Персонажи
- Майлз Роби — главный герой, управляющий ресторана «Имперский гриль».
- Жанин Роби — бывшая жена Майлза. Её эгоистичное поведение негативно воздействует на отношения с дочерью и матерью.
- Кристина («Тик») Роби — шестнадцатилетняя дочь Майлза и Жанин.
- Дэвид Роби — младший брат Майлза, шеф-повар в «Имперском гриле».
- Макс Роби — отец Майлза. Ведёт бродяжнический образ жизни, но любит обоих сыновей.
- Грейс Роби — мать Майлза, умершая от рака в последний год его учёбы в колледже. Работала на местной рубашечной фабрике до её закрытия, а затем стала помощницей Франсин Уайтинг.
- Чарльз Бьюмонт («Ч. Б.») Уайтинг — наследник богатого семейства Уайтингов, управлявшего фабриками Эмпайр Фоллз. Покончил жизнь самоубийством примерно за двадцать лет до начала повествования.
- Франсин Уайтинг — вдова Ч. Б., унаследовавшая его крупное состояние. Хитрая женщина с манипулятивной манерой поведения и не до конца ясными мотивами.
- Синди Уайтинг — безответно влюблённая в Майлза дочь Чарльза и Франсин. Попав в детстве под автомобиль, навсегда осталась инвалидом.
- Уолт Комо — жених Жанин, владелец местного фитнес-клуба.
- Джон Восс — замкнутый одноклассник Тик из малоимущей семьи. Постоянно подвергается издёвкам со стороны Зака Минти и его друзей.
- Джеймс («Джимми») Минти — недалёкий и беспринципный полицейский, бывший одноклассник и сосед Майлза.
- Зак Минти — сын Джимми и бывший парень Тик.
- Беатрис («Беа») Маджески — мать Жанин, владелица местного бара «Каллахан».
- Шарлин Гардинер — привлекательная официантка в «Имперском гриле», пассия Майлза со школьных лет.
- Билл Доуз — местный начальник полиции, друг Майлза.
- Хорас Веймут — местный журналист, регулярный посетитель «Имперского гриля».
- Отец Марк и отец Том — священники, работающие в местной католической церкви.
- Отто Мейер мл. — директор старшей школы, давний друг Майлза.
- Дорис Роудриг — учительница рисования в школе Тик.
- Кэндис Берк — одноклассница и подруга Тик.
- Джастин Диббл — одноклассник Тик, влюблённый в Кэндис.

## Экранизация
На основе романа режиссёром Фредом Скеписи был создан одноимённый мини-сериал, представленный зрителям телеканала HBO осенью 2005 года и ставший обладателем премии «Золотой глобус».